# Lake Brownwood (Teksas)
Lake Brownwood je naseljeno mjesto za statističke potrebe u američkoj saveznoj državi Teksas. Prema popisu stanovništva iz 2010. u njemu je živjelo 1.532 stanovnika.